# Crataegus nigra
Espèce
Statut de conservation UICN

 EN A2ac; B1ab(i,ii,iii,iv,v)+2ab(i,ii,iii,iv,v) : En danger
Classification phylogénétique
Crataegus nigra est une espèce de plantes à fleurs de la famille des Rosaceae. C'est une aubépine originaire de Hongrie, Serbie et Croatie. Elle a été introduite en Tchécoslovaquie. Ses fruits sont comestibles crus ou cuits.